# 南照寺
南照寺（なんしょうじ）は、長野県中野市大門にある真言宗智山派の寺院。寺号は高井山。通称は川東善光寺（かわひがしぜんこうじ）。

## 概要
南照寺は、長野市にある善光寺から千曲川の東側にあることから、「川東善光寺」とも呼ばれている。 撞木（しゅもく）造りと呼ばれるの形の本堂、三尊形式の本尊など善光寺と共通の特徴を持ち、堂内には善光寺開基者の本田善光一家の像も安置されている。本尊の金銅製阿弥陀三尊像は阿弥陀如来と、脇侍の観音菩薩、勢至菩薩からなり、大和時代に渡来した三国伝来の秘仏（善光寺式阿弥陀三尊）と伝えられている。
寺伝によれば、保元年間に高野山の観中が阿弥陀堂を創建し、戦国時代前期に高梨政盛が如来堂を再建したが、1578年（天正6年）に夜間瀬川の氾濫で流出し、本尊の阿弥陀如来は仮小屋に納められた。江戸時代には中興の祖の頼尊和尚が中野陣屋代官天羽七右衛門景慶の支援により、政盛の建立した如来堂の近くに新たに如来堂を建て、南照寺と称し、本尊を移してその別当となった。
古くは江戸や名古屋などの大都市圏へ出開帳を行うほど信仰が広がり、1711年（明和8年）には江戸の自性院で挙行した出開帳をめぐって、善光寺との間で訴訟となったが、幕府寺社奉行より「川東善光寺の開帳黄金仏は善光寺の写しではない」との裁許が下った。1814年（文化11年）3月11日には小林一茶も善光寺仏開帳に立会い、日記にそのことを記している（11日、午前中は晴れ、午後から雨、六川村に入り五郎邸で宿泊、中野善光寺で仏の御開帳、大仏があった）。
1688年（元禄元年）には板倉甲斐守重寛が、九層の石塔（中に花山天皇の「みすずかる信濃の奥の松川に清き仏の御法ながして」の歌碑を安置）を寄進した。現在の本堂は1814年（文化11年）に再建に再建された。寺宝には元禄年間作の北斗曼陀羅図などがある。

## 歴史
- 1156年（保元元年）頃 - 高野山高僧大徳観中和尚が草庵をつくる。阿弥陀堂建立。
- 1350年（観応元年） - 本堂・諸舎再建。塔頭三院（勢至院・観音院・地蔵院）造営。
- 1578年（天正6年） - 夜間瀬川の大洪水で全て流出（住僧宥寛が本尊阿弥陀如来を守る）。
- 1652年（承応元年） - 中興の祖頼尊和尚、開祖（大徳観中和尚）の高徳を慕い南照寺に入院・堂宇再興、開山。
- 1675年（延宝3年） - 江戸の真言宗真福寺の末寺となる。

## 境内
- 本堂
- 庫裡
- 勢至院
- 観音院
- 地蔵院
- 九層の石塔[3]

## 歴代（再建後）
- 二十一世 - 鈴木栄昇師[3]